# 清水谷公考

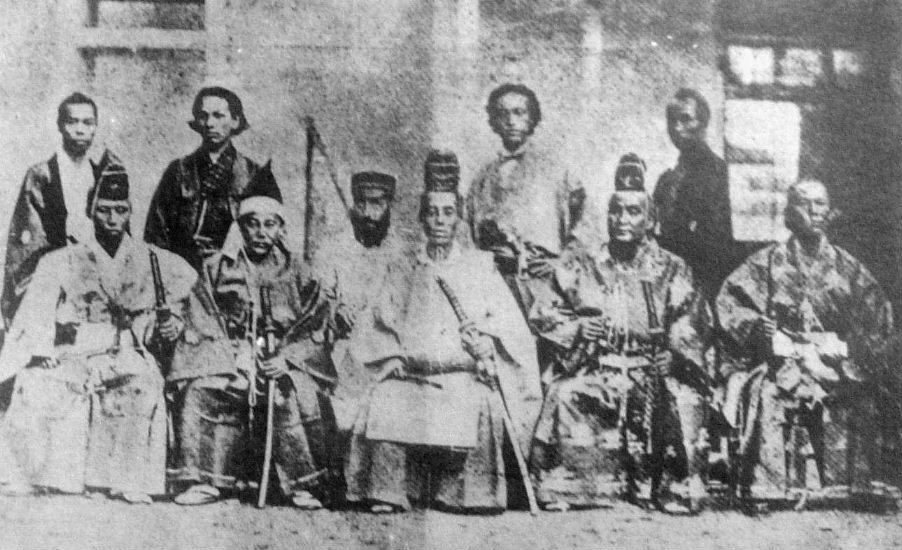
京都にて（中央が公考）

清水谷 公考（しみずだに きんなる）は、江戸時代後期から明治期にかけての公卿。

## 経歴
幼い頃に出家して比叡山に入るが、嘉永7年（1854年）に兄の実睦が没した為、還俗し清水谷家の継嗣となった。安政5年（1858年）に元服して従五位下を授受。文久2年（1862年）に侍従を申し付けられた。
慶応4年（1868年）に戊辰戦争が勃発すると、蝦夷地鎮撫を朝廷へ進言した。よって新政府より箱館裁判所総督に任命されて閏4月26日、箱館において旧幕府管轄箱館奉行杉浦勝静より業務引き継ぎを行った。公考の一行は少数だったが引き継ぎは至ってスムーズで、旧幕府役人の希望者を下僚に用いた。箱館裁判所が箱館府に名を変えると共に箱館府知事に就任した。戦火はまだ及んでいなかったものの、蝦夷地警備の兵力は新政府に従わない東北諸藩に委ねられ、孤立状態の蝦夷地には物資欠乏の恐れがあり、前途は困難であった。
そして同年10月20日、榎本武揚率いる旧幕府軍が蝦夷地へ到着した。公考は兵力を峠下へ派遣し、やがて戦端が開かれ、箱館戦争が勃発した。箱館府の急造部隊は歴戦の旧幕府軍に敵すべくもなく、公考は側近達を連れて異国船（カガノカミ号）に乗船して撤退し、青森へ落ちた。11月27日に青森口総督に任命されたが、実際の軍事指揮は参謀達がとった。陸軍参謀黒田清隆が注目されるのは、明治2年（1869年）5月11日の箱館市中戦の作戦立案者で、この戦いの勝利により黒田が降伏交渉等を指揮したためである。同年4月28日、清水谷は、蝦夷地江差に上陸し、旧幕府軍が5月18日に降伏すると、翌19日に箱館へ戻って箱館府知事として政務に復帰し、戦後処理にあたった（清水谷公考青森総督日記抄録[国立公文書館蔵]）。
同年7月8日に開拓使が誕生すると、清水谷は24日に開拓次官に発令されたが、同日箱館府が廃止された為、その事情を確認すべく8月中旬上京し、結局そのまま次官を辞任、箱館戦争の恩賞として250石を賜った。箱館には9月25日、開拓長官東久世通禧が赴任して、翌10月1日から開拓使が行政を担当した。
後に学問に従事し、明治4年（1871年）からロシアへ留学。明治8年（1875年）に帰国し、同年3月10日、家督を継ぐ。明治15年（1882年）死去。従三位授受。享年38。家督は長男・実英が継いだ。

## 家族
- 父：清水谷公正（1809-1883）
- 母：富江 - 桂衛守娘
- 正室：邦子 - 松前崇広三女
- 生母不明の子女
  - 長男：清水谷実英（1866-1938）